# David Huffman
David Albert Huffman (9 april 1925 – 7 oktober 1999) was een Amerikaans informaticus.
Hij is vooral bekend geworden door zijn werk op het gebied van optimaal efficiënt en verliesloos coderen van informatie. De Huffmancodering is naar hem genoemd.
Huffman was hoogleraar informatietheorie aan de Universiteit van Californië - Santa Cruz (UCSC). Hij is ook hoogleraar geweest aan het Massachusetts Institute of Technology.